# Offline (album)
Offline è il quinto album in studio del gruppo alternative rock tedesco Guano Apes, pubblicato nel 2014.

## Tracce
1. Like Somebody – 4:53
2. Close to the Sun – 3:42
3. Hey Last Beautiful – 3:26
4. Numen – 4:07
5. Cried All Out – 4:07
6. It's Not Over – 3:45
7. Water Wars – 3:57
8. Fake – 2:55
9. Jiggle – 3:37
10. The Long Way Home – 4:00

## Formazione
- Sandra Nasić - voce
- Henning Rümenapp - chitarra
- Stefan Ude - basso
- Dennis Poschwatta - batteria